# Золота медаль Нільса Бора (ЮНЕСКО)
Медаль Нільса Бора від ЮНЕСКО (англ. UNESCO Niels Bohr Gold Medal) була заснована Організацією Об'єднаних Націй з питань освіти, науки і культури (ЮНЕСКО) у 1985 році на честь 100-річчя з дня народження Нільса Бора. Нагородження нею відбулись у 1998, 2005, 2008, 2010 та 2013 роках.
Медаллю нагороджують учених-фізиків, що зробили значний внесок у розвиток науки, а також тих дослідників, діяльність яких має або може мати значний вплив на наш світ. Автор проекту медалі — шведський скульптор Сів Холме-Мусе і карбувалась вона Паризьким монетним двором. На медалі зображено повторений шість разів профіль Нільса Бора.
У 2013 році медаллю були нагороджені Європейська організація з ядерних досліджень (ЦЕРН), американський громадський діяч Джиммі Вейлз і французький фізик Ален Аспе. ЦЕРН було нагороджено як приклад міжнародного співробітництва учених багатьох країн світу. Вейлс був нагороджений як засновник Вікіпедії, про яку у заяві ЮНЕСКО було сказано, що вона є «символом епохи взаємодії, у яку ми живем, і це не просто інструмент, це втілення мрії, яка є такою ж давньою, як людський інтелект та зібрання Александрійської бібліотеки». Ален Аспе був нагороджений за внесок у квантову фізику. Цю медаль йому вручили разом з Міжнародною золотою медаллю Нільса Бора яку, йому присудило Данське інженерне товариство (у співробітництві з Інститутом Нільса Бора і Данською королівською академією наук), і яке на честь сторіччя атомної моделі Бора відновило нагородження учених. Церемонія вручення медалі Алену Аспе відбулась 7 жовтня 2013 року на спеціальному заході, у якому взяли участь королева Данії Маргрете II та її чоловік принц-консорт Хенрік. Церемонія вручення медалі Джиммі Вейлсу та директору ЦЕРНу Рольфу-Дітеру Гоєру відбулась 5 грудня 2013 року у Копенгагенському університеті на міжнародній конференції «Відкритий світ» за участі принцеси Марі та Алена Аспе.

## Лауреати Золотої медалі Нільса Бора
Лауреати медалі ЮНЕСКО:
| Рік  | Лауреат                                             | Країна                 |
| ---- | --------------------------------------------------- | ---------------------- |
| 1998 | Гінзбург Віталій Лазарович                          | Росія                  |
| 1998 | Вальтер Кон                                         | США                    |
| 2005 | Мартін Ріс                                          | Велика Британія        |
| 2005 | Петер Цоллер                                        | Австрія                |
| 2005 | Гервіг Шоппер                                       | Німеччина              |
| 2010 | Джон Пендрі                                         | Велика Британія        |
| 2010 | Тім Бернерс-Лі                                      | Велика Британія        |
| 2010 | Кіп Торн                                            | США                    |
| 2013 | Ален Аспе                                           | Франція                |
| 2013 | Джиммі Вейлз                                        | США                    |
| 2013 | Європейська організація з ядерних досліджень (ЦЕРН) | Міжнародна організація |